# Condado de El Dorado
O condado de El Dorado (em inglês:  El Dorado County) é um dos 58 condados do estado americano da Califórnia. Foi incorporado em 1850. A sede do condado é Placerville e a cidade mais populosa é South Lake Tahoe.

## Geografia
De acordo com o United States Census Bureau, o condado possui uma área de 4 627 km², dos quais 4 423 km² estão cobertos por terra e 203 km² por água.

## Demografia
Segundo o censo nacional de 2010, o condado possui uma população de 181 058 habitantes e uma densidade populacional de 40,8 hab/km². Possui 88 159 residências, que resulta em uma densidade de 20 residências/km².
Das 2 localidades incorporadas no condado, South Lake Tahoe é a cidade mais populosa e também a mais densamente povoada, com 21 403 habitantes e densidade populacional de 813,4.